# 同志社女子大学短期大学部
ㄍ
同志社女子大学短期大学部（日语：／ Doshisha Joshi Daigaku Tanki Daigakubu *），简称同女短（どうじょたん），是過去一所位于日本京都府京田边市的私立短期大学。

## 概要

### 简介
- 学校最早可以追溯到1875年[1]、短期大学为于1986年开办[1]、由学校法人同志社经营、来源于新岛襄成立的同志社、他的新教思想。招生到于1999年、正式停办于2003年[1]。

### 历史
- 1986年 同志社女子大学短期大学部成立并同时设置日语日本文学科[注 1]和英美语学科[注 2][1]。
- 1999年 招生最后[1]。
- 2003年 停办[1]。

### 宪章
- 请参看同志社女子大学短期大学部的标志 （页面存档备份，存于） （日語）

## 学校环境
- 校区：在京都府京田边市

## 历任校长
- 冈野久ニ：第一代短期大学校长[2]
- 石田章[2]
- 儿玉实英：最后短期大学校长[2]

## 组织

### 学科
- 日语日本文学科[注 1]
- 英美语学科[注 2]

### 专科
| - 没有 |

### 业余课程
| - 没有 |

## 知名校友
- 石田纱英子：自由播音员

## 相关链接
- 日本短期大学列表
- 同志社大学
- 同志社女子大学
- 同志社大学短期大学部：停办于1958年。
- 新岛学园短期大学